# Войска охраны пограничья
Войска охраны пограничья (пол. Wojska Ochrony Pogranicza, сокращённо WOP — ВОП) — военное формирование, часть Народной Армии ПНР и подразделение МВД, отборная воинская часть предназначенная для охраны государственной границы Польши. Общая численность формирования достигала 20 тысяч человек.
За время своей 46 летней истории существования ВОП неоднократно менял структурно-служебную подчинённость, переходя от подчинённости МНО к МВД и обратно, а затем в последний период своего существования (с 1972 года) остался в подчинении МВД, но в качестве военной части. Военнослужащие ВОП подчинялись тем же уставам и регламентам, что и остальные военнослужащие ВС ПНР. МНО отвечал за пополнение подразделений ВОП и за управление кадровым резервом и средствами транспорта ВОП.

## Происхождение
17 мая 1945 года командующий 2-й армией Войска Польского получил приказ Верховного Главнокомандующего Войска Польского № 00264 согласно которому он должен взять под контроль восточный берег Одры и Быстшицы силами пяти пехотных дивизий — 5-й, 7-й, 8-й, 10-й и 12-й. Ещё в ходе реализации этого приказа, очередное распоряжение Верховного Главнокомандующего передвинула 7-ю, 8-ю и 10-ю дивизии дальше на запад, на линию Одры и Нисы. Полностью работы по перегруппировке войск и занятия государственной границы предусматривались к 10 июня 1945 года. Этот день стал праздником созданных позднее Войск Охраны Границы. Всего на государственной границе были размещены одиннадцать пехотных дивизий и один танковый корпус.
Охрана границы линейными войсками продолжалась до ноября 1945 года, когда были созданы Войска Охраны Границы. До того момента внутренняя структура дивизии составляла базу организации пограничной службы. Дивизия охраняла участок границы длиной ок. 120—160 км, полк 40-70 км, батальон 15-25 км, рота 8-15 км.

## Формирование
Охрана границы линейными подразделениями трактовалось как временное положение дел. Эта проблема была решена приказом Верховного Главнокомандующего Войска Польского № 0245 от 13 сентября 1945 года, которым были созданы Войска Охраны Пограничья.
Организационная структура представляла из себя следующее:
- Департамент Войск Охраны Пограничья в Министерстве Национальной Обороны,
- один отдел ВОП I категории при командовании Силезского военного округа[пол.],
- три отдела ВОП II категории при командованиях Краковского[пол.], Поморского[пол.] и Варшавского[пол.] военных округов,
- два отдела ВОП III категории при командованиях Любельского[пол.] и Познанского[пол.] военных округов,
- одиннадцать командных центров отделов ВОП с вспомогательными подразделениями,
- 53 комендатуры участков,
- 249 застав,
- 17 отдельных рот связи,
- Отдельный комплекс дрессировки служебных собак.

На основании приказа № 0304/Org. Верховного Главнокомандующего Войска Польского от 28 октября 1945 года, начальники отделов ВОП при командовании военных округов организовывали 51 контрольно-пропускной пункт (КПП) для контроля движения через границу.
Департамент ВОП и отделы при округах не составляли во всём значении этого слова командования территориальными частями, которыми были отделы и подчиняющиеся им комендатуры участков, заставы и КПП. Это были институции контрольно-кураторские.

## Реорганизация
В 1948 году на основании приказа Министерств национальной обороны от 20 марта в результате реформирования отделов было создано 12 бригад ВОП, базирующихся вдоль границ Польши:
- 4-я бригада охраны пограничья[пол.] (Гданьск)
- 6-я бригада охраны пограничья[пол.] (Любань)
- 7-я бригада охраны пограничья[пол.] (Кентшин)
- 8-я бригада охраны пограничья[пол.] (Щецин)
- 10-я бригада охраны пограничья[пол.] (Кросно-Оджаньске)
- 11-я бригада охраны пограничья[пол.] (Белосток)
- 12-я бригада охраны пограничья[пол.] (Кошалин)
- 13-я бригада охраны пограничья[пол.] (Хелм)
- 15-я бригада охраны пограничья[пол.] (Пшемысль)
- 19-я бригада охраны пограничья[пол.] (Краков)
- 21-я бригада охраны пограничья[пол.] (Гливице)
- 23-я бригада охраны пограничья[пол.] (Клодзко)

15 марта 1948 года на частях морского базирования ВОП были подняты вымпелы и флаги ВОП.
4 декабря 1948 года ВОП выделена из структуры Министерства национальной обороны и подчинена Министерству общественной безопасности.
1 января 1949 года в ВОП было 2673 офицерских должностей. 2070 из них были заняты. Нехватка офицеров достигала около 23 %. Наибольшую группу составляли офицеры крестьянского (40,6 %) и пролетарского (37,5 %) происхождения. 79 % военнослужащих были воспитанниками Народного Войска Польского, 16 % — довоенного Войска Польского, а оставшиеся 5 % были граждане СССР и офицеры Советской Армии.
С 70-х годов XX века Войска охраны пограничья состояли из командования и 11 бригад:
- Командование ВОП (Варшава)
- Кашубская бригада Войск охраны пограничья (Гданьск)
- Балтийская бригада Войск охраны пограничья (Кошалин)
- Поморская бригада Войск охраны пограничья[пол.] (Щецин)
- Любушская бригада Войск охраны пограничья (Кросно-Оджаньске)
- Лужицкая бригада Войск охраны пограничья (Силезская Любань)
- Судетская бригада Войск охраны пограничья (Клодзко)
- Верхнесилезская бригада Войск охраны пограничья[пол.] (Гливице)
- Карпатская бригада Войск охраны пограничья (Новы-Сонч)
- Бещадская бригада Войск охраны пограничья (Пшемысль)
- Надбужанская бригада Войск охраны пограничья (Хелм)
- Подляшско-Мазурская бригада Войск охраны пограничья (Белосток)
- Морская бригада пограничных кораблей (ОП) (Гданьск) — находилась в структурах Военно-Морского Флота (с 1971 года)
  - Кашубский дивизион ОП — Вестерплатте
  - Балтийский дивизион ОП — Колобжег
  - Поморский дивизион ОП — Свиноуйсце

В 1980-х годах подразделения и технические средства (в основном грузовики) ВОП оказывали помощь MO и ZOMO в столкновениях с демонстрантами, протестующими против военного положения. Некоторые части ВОП использовались в этих целях в рамках службы в ROMO.

## Центральные органы ВОП

### Департамент Войск Охраны Пограничья (1945—1948)
27 сентября 1945 года сформирован Департамент ВОП До 14 февраля 1946 подчинялся первому заместителю министра народной обороны, дивизионному генералу Всеволоду Стражевскому, затем второму заместителю министра, генералу брони Каролю Сверчевскому. Уставная численность департамента составляла 48 военнослужащих и 5 работников по контракту.
Состоял он из отделов: разведывательного, оперативно-линейного, боевого обучения, связи, управления кадрами, а также секции примерения пограничных конфликтов и пунктов пересечения границы.
Департамент ВОП организовывал охрану государственной границы и руководил специальными службами, связанными с охраной границы. В этом ракурсе ему подчинялись отделы пограничной службы военных округов, и прежде всего отделы охраны границы.
Связь между отделами пограничной службы округов и частями охраны границы обеспечивали отдельные роты связи, сформированные в военных округах.
Контрольно-пропускные пункты через государственную границу (КПП) начали создаваться в ноябре 1945.
Департамент ВОП и подразделения охраны границы реорганизованы в сентябре 1946 года.
Распущены отделы пограничной службы в военных округах, подчиняя отделы охраны границы непосредственно департаменту ВОП. Отделам охраны границы присвоены региональные названия. В департаменте сформированы Отдел политического воспитания, Отдел связи и вспомогательные службы.
Уставная численность департамента ВОП после реорганизации составляла 96 военнослужащих и 17 работников по контракту.
1 октября 1946 года департамент ВОП получил функции командования отделами охраны границы. Обеспечении осталось в ведении третьего заместителя министра обороны и военных округов.
Департамент ВОП и подчиняющиеся ему подразделения были во второй раз реорганизованы в марте 1947 года. В департаменте Отдел политического воспитания переформирован в Управление, а также сформированы Морской отдел и Отдел специальной связи. Кроме того отдел контрольно-пропускных пограничных пунктов и пограничных конфликтов, переименован в Отдел пограничного движения и пограничных конфликтов, а пограничные пункты контроля переименованы в пограничные контрольные посты.

### Главный инспекторат охраны пограничья (1948—1950)
В 1948 году на базе Департамента ВОП сформирован Главный инспекторат охраны границы. Входил в подчинение второму заместителю министра народной обороны, генералу Станиславу Поплавскому. Уставная численность составляла 155 военнослужащих и 21 работник по контракту.
Состоял он из штаба с отделами: оперативным, боевого обучения, организационно-кадровым, пограничного движения и пограничных конфликтов, специальной связи. Кроме того в состав инспектората входили: Управление политического воспитания, Отдел VII (специальный), Персональный отдел, Отдел инспекции квартирмейстера, Инженерно-сапёрная служба, Инспекция вооружения, Отдел здравоохранения, Узел связи, Прокуратура и Тайная канцелярия.
Главному инспекторату подчинялись 12 бригад охраны пограничья, один отдельный батальон Учебного центра пограничной охраны и КПП-Окенце.
Обеспечение инспектората и частей ВОП относилось к обязанностям третьего зам-министра и военных округов.
1 января 1949 года Главный инспекторат охраны пограничья подчинили министру общественной безопасности, бригадному генералу Станиславу Радкевичу. Обеспечение ВОП перешло к воеводским комендатурам министерства обороны.

### Командование Войск Охраны Пограничья (1950—1965)
В 1950 году на базе Главного инспектората сформировано Командование Войск Охраны Пограничья. Подчинялось министру общественной безопасности, дивизионному генералу Станиславу Радкевичу. Уставная численность составляла 210 (267) военнослужащих.
В его состав входили: штаб ВОП с отделами: оперативным, боевого обучения, связи, организационно-кадровым, специальной связи и морской.
Кроме того: Управление политического воспитания и самостоятельные отделы: исследовательский, пограничного движения и пограничных конфликтов, вооружения, инженерно-сапёрный, здравоохранения, ветеринарный, а также инспекция квартирмейстера и главная канцелярия.
Ему подчинялись 13 бригад ВОП, офицерское училище ВОП в Кентшине, школа морских специалистов в Гданьске и КПП Варшава-Окенце.

### Руководство Войск Охраны Пограничья (1965—1971)
В 1965 году на базе командования ВОП сформировано Руководство Войск Охраны Пограничья. Подчинялось главному инспектору территориальной обороны, генералу брони Гжегожу Коржиньскому.
Отвечало за охрану границ страны, кроме пограничных КПП и руководило специальными службами, связанными с охраной границ.
Во главе руководства стал бригадный генерал Мечислав Дембицкий. В состав руководства вошли: II управление ВОП, Оперативно-обучающий отдел, отдел связи, отдел оперативного планирования, обще-административный отдел и канцелярия.
Подчинялись ему: восемь бригад ВОП, четыре отдела ВОП, комплекс дрессировки служебных собак ВОП в Згожелеце, школа морских специалистов ВОП в Гданьске, школа подофицеров связи в Згожелеце, транспортная школа в Белостоке, школа санитарных подофицеров ВОП в Щецине.
Все подразделения переведены на уменьшенное уставное расписание, появились технические, сухопутные и морские заставы. На западной границе начата установка сигнализационного оборудования.
В 1966 году расформирована школа санитарных подофицеров, в 1967 году школа морских специалистов, в 1968 году школа подофицеров связи и транспортная школа. Кадры специалистов для ВОП пополнялись за счёт выпускников учебных заведений министерства обороны.

### Командование Войск Охраны Пограничья (1971—1991)
В 1971 году на базе руководства ВОП и организационных отделов ВОП переданных из системы министерства обороны и МВД, сформировано Командование Войск Охраны Пограничья. Подчинено министру внутренних дел, бригадному генералу Станиславу Ковальчику. Уставная численность: 523 военнослужащих.
Одновременно в ВОП вернулся весь комплекс контроля пограничного движения, вместе в пограничными КПП. Возвращено единое руководство системой охраны границы.

## Командование

### Командующие
- полковник Гвидон Червинский (начальник Департамента ВОП) — с 27 сентября 1945
- полковник Мариан Гутакер (с 31 марта 1947 — главный инспектор охраны границы) — с 25 марта 1947
- полковник Роман Гарбовский (с 1 января 1950 — командующий ВОП) — с 16 мая 1948
- полковник Михал Проньский — с 19 марта 1951[12]
- полковник Стефан Собчак — с 25 июня 1955[12]
- полковник Генрик Юревич — с 15 июня 1956[12]
- полковник Эугениуш Достоевский — исполняющий обязанности с 1 ноября 1956, командующий с 6 августа 1958[12]
- полковник Мечислав Дембицкий (начальник ВОП) — с 1 октября 1965
- бригадный генерал Чеслав Стопиньский (командующий ВОП) — с 30 сентября 1971
- бригадный генерал Феликс Страмик — с мая 1983

### Заместители командующего

#### Начальники штаба
- полковник Эугениуш Достоевский (сентябрь 1955 — ноябрь 1956)[12]
- полковник Бронислав Вонсовский (до 1965)[12]

#### Главы разведки
- полковник Стефан Собчак (декабрь 1954 — июль 1955)[12]
- генерал бригады Юзеф Валюк (до 1965)[12]

## Роспуск
По причине перемены и трансформации государственного строя, Войска Охраны Пограничья были расформированы 16 мая 1991 года, а их место заняла воссозданная Пограничная стража, как формирование полицейского типа имеющее характер превентивный, предназначенная к охране границ Польши.

## Комментарии
1. ↑  Каждая из бригад ВОП имела свою собственную нашивку. Все нашивки были одинакового размера, имели зелёный (малахитовый) цвет, белую оторочку, а в центре - бело-красный пограничный столб.
2. ↑  Согласно уставу, рота связи насчитывала 99 военнослужащих